# Jīrsar-e Nowdeh
Jīrsar-e Nowdeh är en ort i Iran.   Den ligger i provinsen Gilan, i den nordvästra delen av landet, 270 km nordväst om huvudstaden Teheran. Antalet invånare är 159.
Terrängen runt Jīrsar-e Nowdeh är platt. Runt Jīrsar-e Nowdeh är det tätbefolkat, med 493 invånare per kvadratkilometer. Närmaste större samhälle är Bandar-e Anzalī, 16,2 km öster om Jīrsar-e Nowdeh. I omgivningarna runt Jīrsar-e Nowdeh växer i huvudsak blandskog.